# Vaudesson
Vaudesson je francouzská obec v departementu Aisne v regionu Hauts-de-France. V roce 2011 zde žilo 256 obyvatel.

## Sousední obce
Allemant, Chavignon, Merlieux-et-Fouquerolles, Pinon, Sancy-les-Cheminots

## Vývoj počtu obyvatel
Počet obyvatel 